# Grand'Combe-Châteleu
 Grand'Combe-Châteleu  es una comuna y población de Francia, en la región de Franco Condado, departamento de Doubs, en el distrito de Pontarlier y cantón de Morteau.
Está integrada en la Communauté de communes du Canton de Morteau .

## Demografía[3]
| 862 | 815 | 824 | 850 | 924 | 952 | 893 | 943 | 963 | 1 062 | 1 057 | 1 001 | 1 023 | 969 | 967 | 937 | 923 | 943 | 904 | 920 | 937 | 917 | 899 | 834 | 828 | 917 | 1 086 | 1 112 | 1 124 | 1 199 | 1 301 | 1 266 | 1 341 |
| Para los censos de 1962 a 1999 la población legal corresponde a la población sin duplicidades (Fuente: INSEE [Consultar]) |     |     |     |     |     |     |     |     |       |       |       |       |     |     |     |     |     |     |     |     |     |     |     |     |     |       |       |       |       |       |       |       |